# سا دينق دينق
سا دينق دينق (بالصينية: 萨顶顶) مغنية وكاتبة أغاني صينية ولدت في 23 ديسمبر 1983. تغني باللغة الصينية والسانسكريتية والتيبيتية واللاغو (لغة آسيوية شبه منقرضة) بالإضافة إلى لغة خيالية من اختراعها، تجيد العزف على آلات غناء صينية قديمة.
أول ألبوم لها أصدرته في سن 18 يسمى 周鹏 (دونغ بالا). تعرف باللغة الإنجليزية ب Sa Ding Ding.

## روابط إضافية
- الموقع

## روابط خارجية
- سا دينق دينق على موقع IMDb (الإنجليزية)
- سا دينق دينق على موقع ميوزك برينز (الإنجليزية)
- سا دينق دينق على موقع ديسكوغز (الإنجليزية)
- سا دينق دينق على موقع قاعدة بيانات الفيلم (الإنجليزية)